# 川町
川町（かわまち）は、東京都八王子市の町。丁番を持たない単独町名であり、住居表示未実施区域。郵便番号は193-0821（八王子西郵便局管区）。

## 地理
八王子市中央部の元八王子丘陵と恩方丘陵の間に位置し、東西を大沢川が流れる。東で弐分方町、西で下恩方町、南で元八王子町、北で西寺方町と隣接する。

### 住宅団地
北部の恩方丘陵上には1970年（昭和45年）より住宅団地（グリーンタウン高尾）が造成されている。

### 河川
- 大沢川

### 地価
住宅地の地価は、2014年（平成26年）1月1日の公示地価によれば、川町128番102の地点で7万6000円/m2となっている。

## 歴史

### 沿革
- 1889年（明治22年）4月1日 - 町村制施行により、神奈川県南多摩郡川村が、大楽寺村、上壱分方村、下壱分方村、横川村、弐分方村、元八王子村と合併し、元八王子村が成立する。川村は元八王子村大字川村となる。
- 1955年（昭和30年）4月1日 - 元八王子村が八王子市へ編入。元八王子村大字川村は八王子市大字川村となる。
- 1956年（昭和31年）10月1日 - 町名変更により八王子市大字川村が川町となる。

## 世帯数と人口
2017年（平成29年）12月31日現在の世帯数と人口は以下の通りである。
| 町丁 | 世帯数    | 人口    |
| ---- | --------- | ------- |
| 川町 | 1,042世帯 | 2,392人 |

## 小・中学校の学区
市立小・中学校に通う場合、学区は以下の通りとなる。
| 番地    | 小学校                 | 中学校               |
| ------- | ---------------------- | -------------------- |
| 789番地 | 八王子市立城山小学校   | 八王子市立城山中学校 |
| その他  | 八王子市立弐分方小学校 | 八王子市立城山中学校 |

## 交通

### 道路・橋梁
- 東京都道61号山田宮の前線

### 路線バス
- 西東京バス
  - 西八王子駅・高尾駅北口〜元八事務所〜グリーンタウン高尾
  - 高尾駅北口〜タウン入口〜グリーンタウン高尾・高尾の森わくわくビレッジ・宝生寺団地・恩方車庫・美山町・大久保・陣馬高原下

## 施設

### 教育
- 八王子市立城山中学校

### 郵便局・金融機関
- 八王子川町郵便局

### 神社・寺院
- 琴平神社

### 公園・その他
- 高尾の森わくわくビレッジ（旧・東京都立八王子高陵高等学校）
- 川町運動場
- 都立八王子霊園